# یواس‌اس جیپسی (اس‌پی-۵۵)
یواس‌اس جیپسی (اس‌پی-۵۵) (به انگلیسی: USS Gypsy (SP-55)) یک کشتی بود که طول آن ۶۱ فوت (۱۹ متر) بود. این کشتی در سال ۱۹۱۲ ساخته شد.